# 須真杏里
須真 杏里（すま あんり、1986年12月23日 - ）は、日本の元AV女優。
東京都出身、血液型はB型。DINO（名東）に所属していた。

## 略歴
2008年5月にワンズファクトリーよりAVデビュー。
2011年3月9日、自身のブログおよびツイッターにて、3月いっぱいで引退することを発表。引退する理由は、「現実の厳しさや、業界の厳しさ、それに年齢的にも生活面でも、まぁ総合的に考えて辞め時かなという考えに至り、引退を決意しました。」とのこと。 3月11日に起きた東北地方太平洋沖地震の影響により、AVの撮影が延期した。そのため引退も4月となった。4月7日のブログ内にて一般男性との結婚を発表。

## エピソード
- AV業界に入る前はスポーツジムにてインストラクターをしていた。
- 2010年12月〜2011年2月上旬までは旧ブログ（イーブログ）のサーバーメンテナンスのため、ツイッターをブログの代わりとして更新していたが、復旧の目処が立たないため、ライブドアのブログで再開した。

## 作品

### アダルトビデオ
2008年
- 現役ラウンドガールAV参戦!! 1st SESSION （5月1日、ワンズファクトリー）
- ヴァーチャル相互オナニー いっしょにイってね （5月1日、ワンズファクトリー）オムニバス作品
- REAL SEX 痴態の告白 （6月1日、ワンズファクトリー）
- 強制イカせ　連続アナルFUCK （7月1日、ワンズファクトリー）
- 張り型チンポ自慰 01（8月1日、ワンズファクトリー）オムニバス作品
- 特命女捜査官 陵辱薬漬け肉奴隷（8月7日、ヒビノ）
- 働くオンナ Vol.22 （8月22日、プレステージ）
- 狂乱アクメ 執行番号：33 （8月22日、プレステージ）
- 陵辱女教師 〜性欲処理〜 （9月4日、ヒビノ）
- 美脚＋美乳×2（10月11日、隼エージェンシー）
- イク時はビックンビックン!! （11月19日、乱丸）
- THE RAPE （11月19日、ミスター・インパクト）
- 巨乳痴女三姉妹 （11月19日、クロス）
- こだわりの手コキ 4時間SP 10 30人のハンドメイド（12月13日、隼エージェンシー）オムニバス作品
- 飲みたがるオクチとマンコ （12月19日、エムズビデオグループ）

2009年
- フェラコレ2009冬SP （1月15日 隼エージェンシー）オムニバス作品
- タランチュラ 07 （1月23日、プレステージ）
- 猥褻嬢 04 （3月19日、ゴーゴーズ）
- キモ男に犯される美人代議士 （4月13日、マルクス兄弟）
- 極上手コキ vol.5 （4月19日、ミスター・インパクト）オムニバス作品
- 僕は透明人間! パート8 （5月7日、V&R PRODUCTS）
- 欲しがる美女の2穴生中出しFUCK （5月19日、エムズビデオグループ）
- ノンストップ!レイプ!4時間 2 （5月19日、ミスター・インパクト）オムニバス作品
- 凌辱大捜査線3 組織的連続誘拐犯を追え （6月7日、アタッカーズ）
- サイボーグヒロイン破壊 強化戦隊ファイボーグ　ピンクボーグ編 （6月26日、GIGA）
- 超暴行 女捜査官と悪の女幹部 （7月5日、フリーダム）
- ネイキッドヒロイン03　エクセルガール 凌辱編 （9月9日、GIGA）
- ネイキッドヒロイン03　オメガストーンを取り戻せ!エクセルガール　討伐編 （9月11日、GIGA）
- GIRLS FIGHT 64 ド迫力四つ相撲 極! （12月27日、クラブQ）

2010年
- キモ男に犯された美女たち 4時間 （1月13日、マルクス兄弟）※総集編
- かわいい女子大生（1月22日、アバローニ）
- 超戦士格闘技列伝　マックスウーマン （1月22日、GIGA）
- ゲームヒロイン （1月22日、ギャロップ）
- 浣腸アナル調教 5 （2月1日、CORE）
- MOODYZファン感謝祭 バコバコバスツアー2010 ハイテンション大乱交天国!! （2月1日、MOODYZ）
- 妖艶熟女の快楽淫語責め （2月13日、AVS）
- 残酷三姉妹 （4月22日、SODクリエイト）
- 催眠堕ち凌辱ヒロイン ガードレンジャー・ピンク編　（4月23日、GIGA）
- 裏バコバコバスツアー2010 本編未収録!鬼吸引フェラチオ天国!! （5月1日、MOODYZ）
- 若妻の羞恥調教 5 （5月5日、Future）
- レズ接吻 口舌吸奏楽 第7楽章 淫乱ベロ交尾 （5月25日、アロマ企画）
- 悶絶 張り型オナニーズボ入れノンストップ4時間 （6月1日、ワンズファクトリー）※総集編
- 生人形地獄逝き Vol.2 須真杏里 （6月5日、BLACK BABY FACTORY）
- 肉感ヒロイン 煌星戦隊ファイレンジャー編　（6月11日、GIGA）
- 張り型チンポアナル自慰 2 （7月1日、ワンズファクトリー）オムニバス作品
- 人造人間ボセイダー　（7月9日、GIGA）
- 女体いたぶり倶楽部08　麻薬捜査官編 （7月23日、ギャロップ）
- 女体いたぶり腹パンチ02 （8月13日、ギャロップ）
- 極逝コレクター 真 悪魔の無限快楽拷問椅子 2 （10月2日、BLACK BABY FACTORY）
- ヒロイン凌辱Vol.34　ガードレンジャーイエロー編 （10月8日、GIGA）
- 強制ヒロイン　邪淫戦隊ファイレンジャー（11月12日、GIGA）
- 黒ギャル巨乳青姦本物中出し （12月25日、本中）

2011年
- BLACK GAL SPECIAL 史上空前15GALS超狂大乱交 （1月19日、kira☆kira）
- CROWN BABE 5 （1月25日、デジタルアーク）
- DOUBLE黒GAL女子校生 〜学校のエロ不思議！繰り返す悶絶アクメ （3月19日、kira☆kira）
- キメレズ 女同士でアルコールと媚薬をキメテレズ （3月19日、ドグマ）
- WサンドイッチSEXW浣腸噴射強制レズフィストぶっかけ200連発連続中出しアナルファック！ （3月25日、ダスッ！）
- 本物の即生ハメしてあげる （3月25日、本中）
- Hyper Blacky 2（7月7日、デジタルアーク）
- DOUBLE6（8月7日、デジタルアーク）
- グラマーパイパン巨乳ギャル（11月7日、デジタルアーク）